# Wirbelwind
O Wirbelwind (Redemoino de vento) ou Flakpanzer IV foi um tanque antiaéreo desenvolvido pela Alemanha Nazista, utilizando-se o chassi do tanque Panzer IV. Desenvolvido em 1944 como sucessor do tanque antiaéreo Möbelwagen.

## Desenvolvimento
Nos primeiros anos da guerra, a Wehrmacht tinha menos interesse em desenvolver armas antiaéreas autopropulsadas, mas, como os Aliados começaram a ganhar a superioridade aérea, a necessidade de mais armas antiaéreas móveis e capacitadas aumentou.
Durante o início do verão de 1944, o SS-Hauptsturmführer, Karl Wilhelm Krause, com a 12 ª Divisão Panzer SS Hitlerjugend, surgiu com o conceito do Flakpanzer IV. Já com o protótipo, o Wirbelwind foi aprensentado por Hitler, o mesmo o aprovou.

## Características
A torre e o canhão do Panzer IV foram removidos, e substituídos por uma torre de nove lados que abrigava um quádruplo de canhões de 20mm Flakvierling 38 L/112.5. Uma torre fechada teria sido preferível, mas isso que não é possível devido à densa fumaça gerada pelos quatro canhões antiaéreos.

## Produção
A produção do tanque foi realizada pela Ostbau Works em Sagan, na Silésia, e ficou em produção até o fim da Alemanha Nazista.

## Sucessor
Mais tarde, os projéteis de 20mm revelaram-se ineficazes contra as aeronaves, e um sucessor eventualmente o substituiu.
Conhecido como o Flakpanzer IV Ostwind (vento leste), o sucessor foi equipado com um único FlaK 43 de 37mm.

## Referência
- «Achtungpanzer.com - Ostwind e Wirbelwind» (em inglês)